# We Are the Fallen
We Are the Fallen var ett amerikanskt gothic metal-band bildat 2009 av de forna Evanescence-medlemmarna Ben Moody, Rocky Gray, John LeCompt, basisten Marty O'Brien och sångerskan Carly Smithson, känd från American Idol säsong 7. Gruppnamnet är en allusion på Evanescence debutalbum Fallen. We Are the Fallen skivdebuterade 2010 med albumet Tear the World Down, innehållande singeln "Bury Me Alive".
2012 släpptes första live-DVDn "Cirque Des Damnes" som innehåller en live-inspelning från en specialshow i Avalon Theater (Hollywood, Kalifornien) i början av 2011 (i samband med Ben Moodys trettionde födelsedag). Sedan dess har bandet inte visat några tecken på aktivitet och möjligheten till en eventuell insplening av ett nytt studioalbum är därmed okänd. 

## Medlemmar
Nuvarande medlemmar
- Carly Smithson – sång (2009–2012)
- Ben Moody – sologitarr (2009–2012)
- John LeCompt – kompgitarr (2009–2012)
- Rocky Gray – trummor (2009–2012)
- Marty O'Brien – basgitarr (2009–2012)

## Diskografi
Studioalbum
- 2010 – Tear the World Down

Singlar
- 2010 – "Bury Me Alive"
- 2010 – "Tear the World Down"

DVD
- 2012 – "Cirque Des Damnés"